# Vincenzo Ferdinandi
Vincenzo Ferdinandi (Newark, 1920 – Rome, 1990) was een Italiaanse ontwerper onder de grondleggers van de Italiaanse high fashion.

## Biografie
Geboren in de Verenigde Staten, verhuisde hij begin jaren vijftig naar Italië om een studio in Rome te openen aan de beroemde Via Veneto.
Hij was een van de eerste grote haute-couture-ontwerpers die concurreerde met de beroemdste Franse couturiers in de internationale arena. In 1949 was hij in Parijs, geroepen door Christian Dior voor een stilistische samenwerking met het Franse huis. Na die ervaring nodigde Clark & Morland Ltd in Londen hem uit om een schoenenlijn te ontwerpen die hij met volledig Italiaanse creativiteit voltooide.
Samen met andere namen in de Italiaanse mode destijds, zoals Roberto Capucci, nam hij in 1952 deel aan de eerste historische modeshow in Palazzo Pitti in Florence. Een zeer jonge Oriana Fallaci, gestuurd door de weekblad Epoca, deed verslag.
In 1953 richtte hij samen met andere grote namen uit die tijd (waaronder Emilio Schuberth, Sorelle Fontana, Alberto Fabiani, Giovannelli-Sciarra, Mingolini-Guggenheim, Eleonora Garnett en Simonetta) het Italiaanse High Fashion Syndicaat op. In juli 1954 nam hij deel aan Alta moda van Castel Sant'Angelo. Bij die gelegenheid, de Amerikaanse Sally Kirkland, mode-editor van de tijdschriften Life en Vogue, werd beloond voor haar rol als Italiaanse mode-ambassadeur in de Verenigde Staten.
De conventies van die tijd tartend (het was in de vroege jaren 1950), was hij de eerste die een Afrikaans Amerikaans meisje liet zien in een modeshow, het jonge model Dolores Francine Rhiney. Zijn creaties worden gedragen door beroemde actrices en vrouwen uit die jaren, waaronder Ingrid Bergman, Sandra Dee, Jennifer Jones, Rhonda Fleming, May Britt, Anna Magnani, Virna Lisi, Sylva Koscina, Eloisa Cianni, Luciana Angiolillo, Lucia Bosè, Lilli Cerasoli, Ivy Nicholson, Loredana Pavone, Marta Marzotto en Elsa Martinelli.
In 2014, als onderdeel van de tentoonstelling "Bellissima", wijst het MAXXI in Rome hem aan als een pionier van de Italiaanse mode.